# Каминский, Станислав Францевич
Станислав Францевич Каминский (17 августа 1938, Барнаул, РСФСР, СССР — 13 января 2005, там же) — советский футболист и хоккеист, защитник, казахстанский и российский футбольный тренер, мастер спорта СССР, заслуженный тренер Казахской ССР.

## Биография

### Игровая карьера
Родился в Барнауле, вырос в районе, именуемом «жилплощадкой», окончил барнаульскую школу № 104. В 1958 году Станислав Каминский начал выступать за команду «Урожай» (Барнаул). Мечтал играть в нападении, но тренеры и прежде всего Василий Сергеевич Фомичев, определили его в защиту. Позднее Станислава Каминского пригласили в «Кайрат», где он в итоге провел наибольшее количество матчей в истории клуба в высшей лиге чемпионата СССР — 243. Завершил карьеру игрока Каминский в 1969 году.
В сезоне 1957/58 играл за барнаульский «Спартак» в классе «Б» чемпионата СССР по хоккею.

### Тренерская карьера
Спустя три года был приглашён в Барнаул на должность главного тренера команды. При Каминском в первый же сезон «Динамо» стало серебряным призёром зоны «Восток», а в 1974 году — победителем второй лиги. Ещё год спустя динамовцы стали финалистами Кубка РСФСР. В 1977 году Каминский был приглашён на пост старшего тренера алма-атинского «Кайрата». В том сезоне команда добилась наивысшего результата в своей истории — 7-е место в чемпионате СССР. За этот успех Каминский получил звание заслуженного тренера Казахской ССР.
В 2001 году стал тренером-консультантом «Динамо» и в течение последних лет оказывал помощь Владимиру Кобзеву.
Занимался коллекционированием зажигалок.
В Барнауле с 2010 года ежегодно проходит международный ветеранский турнир памяти Станислава Францевича Каминского.

## Достижения

### В качестве игрока
- Серебряный призёр первенства СССР среди команд второй группы класса «А» (1965 г.) в составе алма-атинского «Кайрата».
- Бронзовый призёр первенства СССР среди команд пятой зоны класса «Б» (1958) в составе барнаульского «Урожая».

### В качестве тренера
- В 1973 году «Динамо» (Барнаул) заняло второе место в зональном первенстве.
- В 1974 году барнаульское «Динамо» становилось чемпионом во второй лиге.
- В 1975 году барнаульское «Динамо» стало финалистом Кубка РСФСР.
- В 1976 году «Кайрат» (Алма-Ата) стал победителем Первой лиги.
- В 1983 году «Спартак» (Семипалатинск) стал обладателем Кубка Казахской ССР.